# Gymnadenia orchidis
Gymnadenia orchidis ist eine Pflanzenart aus der Gattung der Händelwurzen (Gymnadenia) in der Familie der Orchideengewächse (Orchidaceae).

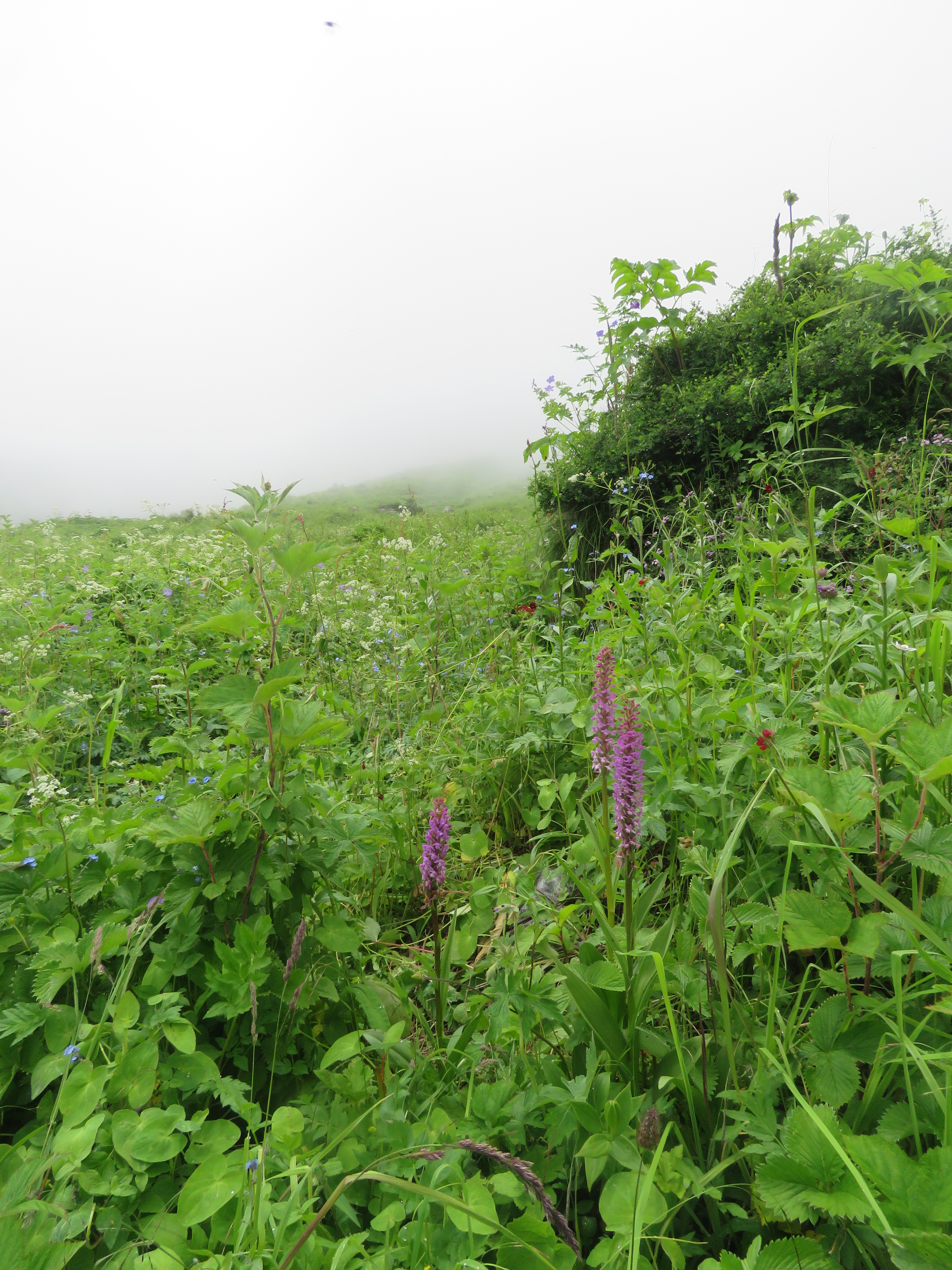
Gymnadenia orchidis in Indien

## Beschreibung

### Vegetative Merkmale
Gymnadenia orchidis ist eine ausdauernde krautige Pflanze. Dieser Geophyt bildet unterirdische Überdauerungsorgane. Sie erreicht Wuchshöhen von 15 bis 50, selten bis zu 60 Zentimetern. Der aufrechte Stängel ist an der Basis umhüllt von zwei oder drei röhrenförmigen Blattscheiden. Die drei bis acht Laubblätter sitzen am Stängel verteilt, können aber auch gruppig gehäuft sein. Die einfache Blattspreite ist bei einer Länge von 4 bis 16, selten bis zu 17,5 Zentimetern sowie bei einer Breite von 2,5 bis 4,5 Zentimetern elliptisch bis lanzettlich.

### Generative Merkmale
Die Blütezeit reicht von Mai bis August, in Indien etwas später, von Juni bis September. Der Blütenstand ist viel- und meist dichtblütig, die Blütenstandsachse (Rhachis) ist 3 bis 14 Zentimeter lang. Die zwittrigen und duftenden Blüten sind zygomorph und dreizählig. Die Blütenhüllblätter sind rosa- bis purpurfarben. Die seitlichen Sepalen sind zurückgeschlagen, das mittlere ist, wie die seitlichen Petalen aufrecht und oft helmförmig zusammenneigend, beide sind eiförmig (bis dreieckig-eiförmig) mit stumpfer Spitze. Die Lippe ist dreilappig und etwa so lang wie breit, der mittlere Zipfel besitzt in etwa die gleiche Größe wie die seitlichen, selten ist er verkleinert oder fehlend. Der Sporn ist schmal, gebogen und zugespitzt, seine Länge erreicht etwa diejenige des Fruchtknotens oder er ist wenig länger.

### Unterschied zu ähnlichen Arten
Gymnadenia orchidis unterscheidet sich von der häufigeren Gymnadenia conopsea, mit der sie oft zusammen vorkommt, an den breiten Laubblättern und dem meist größeren mittleren Zipfel der Lippe.

## Vorkommen
Das Verbreitungsgebiet von Gymnadenia orchidis liegt in den chinesischen Provinzen südöstliches Gansu, westliches Hubei, südliches Qinghai, südliches Shaanxi, westliches Sichuan, nordwestliches Yunnan und im östlichen sowie südlichen autonomen Gebiet Tibet, in Indien im Himalaya von Arunachal Pradesh über Sikkim bis Kaschmir, in Nepal und Pakistan.Gymnadenia orchidis wächst in Grasland oder lichten Wäldern der Gebirge, in China in Höhenlagen von 2800 bis 4100 Metern, aus Indien gibt es Angaben von Höhenlagen ab 1300, aus Nepal bis 4400, aus Pakistan bis 4800 Metern. 

## Verwendung
Die fingerförmigen unterirdischen Knollen Gymnadenia orchidis werden ausgegraben, getrocknet und zu Pulver (Salep) vermahlen. Sie gilt in der Volksmedizin als wirksam gegen Darm- und Nierenleiden und als Aphrodisiakum. Durch exzessives Besammeln gilt sie in Indien als gefährdet.

## Taxonomie und Systematik
Die Erstbeschreibung von Gymnadenia orchidis erfolgte im Jahr 1835 durch John Lindley in Genera and Species of Orchidaceous Plants S. 278. Das Artepitheton „orchidis“ wird als „Orchis-ähnlich“ gedeutet. Synonyme für Gymnadenia orchidis Lindl. sind: Habenaria orchidis (Lindl.) Hook. f., Peristylus orchidis (Lindl.) Kraenzl., Platanthera orchidis Lindl. ex Wall. nom. nud., Gymnadenia cylindrostachya Lindl., Gymnadenia violacea Lindl., Habenaria stoliczkae Kraenzl., Orchis habenarioides King & Pantl. nom. illeg., Habenaria microgymnadenia Kraenzl., Orchis cylindrostachya (Lindl.) Kraenzl., Gymnadenia conopsea var. yunnanensis Schltr. nom. nud., Gymnadenia delavayi Schltr., Gymnadenia himalayica Schltr., Gymnadenia microgymnadenia (Kraenzl.) Schltr., Gymnadenia souliei Schltr., Gymnadenia habenarioides (King & Pantl.) Verm., Gymnadenia orchidis var. pantlingii Renz.
Die Zugehörigkeit zur Gattung Gymnadenia wurde durch molekulargenetische Studien abgesichert. Den Ergebnissen nach ist sie näher mit den Arten der früheren Gattung Nigritella verwandt als mit der ähnlich aussehenden Gymnadenia conopsea.